# Protestas en Abjasia de 2024
Las protestas en Abjasia de 2024 son una serie continua de protestas que comenzaron el 11 de noviembre de 2024 en la parcialmente reconocida República de Abjasia (de iure es la República Autónoma de Abjasia de Georgia) tras la detención de cinco activistas de la oposición que se oponían a un acuerdo de inversión con Rusia. Los manifestantes bloquearon las carreteras de Sujumi e intentaron asaltar el edificio del Servicio de Seguridad del Estado, exigiendo la liberación de los detenidos. El 12 de noviembre los activistas fueron liberados pero sin embargo, las protestas continuaron con mayor fuerza el 15 de noviembre, cuando los manifestantes irrumpieron en los edificios del Parlamento, el Gobierno y la Administración Presidencial, exigiendo nuevamente la dimisión del presidente Aslan Bzhania y su gobierno.
Los representantes de la oposición afirman que la protesta no tiene como objetivo empeorar las relaciones entre Rusia y Abjasia, pero afirman que Bzhania "ha estado tratando de utilizar estas relaciones para sus propios intereses egoístas, manipulándolas con el fin de fortalecer su régimen".
El 19 de noviembre de 2024, tras cuatro días de protestas en los edificios gubernamentales y negociaciones entre el gobierno y la oposición, el presidente Aslan Bzhania y el primer ministro Alexander Ankvab dimitieron. El vicepresidente Badra Gunba asumirá la presidencia de forma interina.

## Antecedentes

### Acuerdo de inversión
El 30 de octubre de 2024, el ministro ruso de Desarrollo Económico, Maxim Reshetnikov, y la vice primera ministra de Abjasia, Kristina Ozgan, firmaron un acuerdo que permite a las empresas rusas implementar proyectos de inversión en la autoproclamada República de Abjasia. El acuerdo prevé una serie de beneficios y medidas de apoyo para los inversores rusos que quieran financiar proyectos en Abjasia. Entre ellos se encuentran exenciones temporales de derechos de aduana, impuestos sobre la propiedad y sobre las ganancias, una tasa de impuesto al valor agregado del 5% (es la mitad de la tasa estándar), y otros. El umbral mínimo para tales proyectos de inversión es de dos mil millones de rublos. El acuerdo es parte del programa para armonizar la legislación de Rusia y Abjasia, que se inició en 2020.
La oposición abjasia criticó el proyecto de ley, pidiendo "la protección de los intereses nacionales de Abjasia, sus recursos naturales y su riqueza, que Bzhania intentó usurpar para obtener beneficios personales". En una rueda de prensa de los dirigentes de las organizaciones sociales y políticas que se oponen al acuerdo, el político de la oposición abjasia Adgur Ardzinba declaró que "el acuerdo pretende eximir de impuestos a los oligarcas extranjeros durante un período de hasta 25 años... ¿Para qué necesitamos proyectos de inversión que no aportarán ni un céntimo al presupuesto durante un cuarto de siglo?". Por otra parte, las autoridades abjasias consideran que el acuerdo de inversión ayudará a la economía abjasia.

### Detención de activistas opositores
El 11 de noviembre de 2024, la Asamblea Popular de Abjasia aprobó una ley sobre la regulación del estatuto de los complejos multifuncionales en el territorio del país, que, entre otras cosas, hace referencia al acuerdo de inversión.
El 11 de noviembre por la tarde, las fuerzas de seguridad detuvieron a cuatro personas; según TASS, se trataba de los exdiputados Garry Kokaya, Almaskhan Ardzinba, Ramaz Jopua, así como del activista de la oposición Omar Smyr. El presidente del partido opositor Foro para la Unidad Nacional de Abjasia, Aslan Bartsits, informó que cinco activistas de la oposición fueron detenidos. Dijo que "regresaban de una reunión pública en el distrito de Gudauta dedicada al acuerdo ruso-abjasio sobre actividades de inversión recientemente firmado... fueron detenidos". Según el canal de Telegram progubernamental AMRA-life y la Fiscalía General de Abjasia, "los detenidos participaron en un incidente cerca del edificio del Parlamento abjasio, durante el cual el diputado Almas Akaba fue golpeado. Además, los opositores llamaron a la población de Gudauta a cambiar violentamente el gobierno".
Más de 10 agentes de seguridad participaron en la detención, que la oposición abjasia calificó de "ilegal e injustificadamente dura". Según el canal de Telegram abjasio "Respublika", a los familiares no se les permitió ver a los detenidos y no hubo información sobre su estado.

## Desarrollo

### 11-12 de noviembre
El 11 de noviembre por la tarde, los manifestantes se congregaron en el edificio del Servicio de Seguridad del Estado para exigir la liberación de los detenidos. Otros grupos de manifestantes bloquearon la carretera central y tres puentes a la salida de Sujumi: Kodori, Alto Gumista y Bajo Gumista. Se produjeron enfrentamientos periódicos entre partidarios de la oposición y agentes del SGB, y los manifestantes intentaron derribar las puertas e ingresar en el territorio del SGB. Tras el bloqueo de las carreteras y el intento de asalto al edificio de la SGB, el presidente Bzhania celebró una reunión de emergencia del Consejo de Seguridad. El secretario del Consejo de Seguridad, Raul Lolua, declaró que las acciones de la oposición eran "de naturaleza criminal". El jefe de la SGB, Dmitri Kuchuberia, calificó los acontecimientos en el edificio de su agencia de "disturbios masivos".
Al anochecer, la mayor parte de los manifestantes se trasladó a la plaza de la Libertad de Sujumi. La oposición dijo que realizaría protestas contra la ratificación del acuerdo de inversión el 15 de noviembre cerca del edificio del Parlamento.
El 12 de noviembre por la mañana, tras la promesa del diputado Beslan Emurjba y del jefe del distrito de Ochamchira, Beslan Bigvava, de facilitar la liberación de los activistas detenidos del centro de detención preventiva, los manifestantes desbloquearon el puente sobre el río Kodori. Sin embargo, más tarde un corresponsal de RIA Novosti informó que el puente había sido bloqueado de nuevo. Durante las negociaciones con los manifestantes, el diputado Sokrat Jindzholia dijo que las autoridades estaban dispuestas a liberar a todos los activistas de la oposición detenidos a cambio de la apertura de los puentes. El 12 de noviembre por la tarde, los cinco activistas de la oposición fueron puestos en libertad pues el tribunal de la ciudad de Sujumi concluyó el proceso "debido a la ausencia de una infracción administrativa". Tras la liberación de los opositores, los puentes fueron finalmente desbloqueados para el tráfico.

### 15 de noviembre
El 15 de noviembre por la mañana, cientos de manifestantes se congregaron alrededor del parlamento cuando los diputados iban a debatir la ratificación del acuerdo de inversiones. Los manifestantes llevaron banderas de Abjasia y Rusia a la manifestación, según ellos "como muestra de amistad y apoyo al fortalecimiento de las relaciones entre Abjasia y Rusia". La oposición también emitió un comunicado en el que afirmaba que "las acciones de los manifestantes no están dirigidas contra las relaciones ruso-abjasias". Según Respublica, en la protesta participaron varios miles de personas. Uno de los líderes de la oposición, Adgur Ardzinba, informó que un grupo de diputados se dirigió al presidente y le insistió en que la cuestión de la ratificación del acuerdo de inversiones se eliminara de la agenda. 
Al final, el Parlamento no aprobó su orden del día y la sesión del 15 de noviembre fue cancelada por el presidente Lasha Ashuba. La sesión parlamentaria, según los informes, duró menos de 10 minutos. Sin embargo, los manifestantes exigieron que los diputados celebraran una sesión y votaran en contra de la aprobación del proyecto de acuerdo. Pronto estallaron enfrentamientos y peleas cerca del edificio del Parlamento entre los manifestantes y los agentes de policía, que habían sido traídos para proporcionar mayor seguridad al edificio (algunos agentes de seguridad se unieron a los manifestantes).Según el Ministerio de Salud de Abjasia, ocho personas resultaron heridas en los enfrentamientos y fueron trasladadas al Hospital Republicano.
Después de que los manifestantes se acercaran al edificio del Parlamento, el jefe de la seguridad personal del presidente salió a su encuentro y prometió transmitirle las demandas de los manifestantes. El jefe del Servicio de Seguridad, Dmitri Kuchuberia, y el ministro del Interior, Robert Kiut, también intentaron negociar con los manifestantes. Después de esto, los manifestantes rodearon un complejo de edificios gubernamentales, incluido el edificio de la Administración Presidencial. Poco después de la toma de los edificios del Parlamento, el gobierno y la Administración Presidencial, el servicio de prensa del jefe de Abjasia informó que la Administración Presidencial estaba preparando un documento sobre la retirada del proyecto de ley sobre la ratificación del acuerdo de inversión del Parlamento. El servicio de prensa afirmó que "esta decisión se tomó con el fin de estabilizar la situación en la república".
Sin embargo, las negociaciones para retirar el proyecto de ley se prolongaron. La oposición unida y las organizaciones sociales formaron un Consejo de Coordinación para resolver la crisis política. Aslan Bzhania declaró más tarde que se negaba a dimitir. Tras la declaración de Bzhania, la oposición le dio un ultimátum: dimitir en una hora. Los medios de comunicación gubernamentales informaron de que después de su discurso, Bzhania mantuvo una reunión con las fuerzas de seguridad. Los canales de Telegram de la oposición escribieron que intentó convocar una reunión del Consejo de Seguridad y dar la orden de asaltar los edificios gubernamentales, pero las fuerzas de seguridad se negaron a llevarlo a cabo.

### 16 de noviembre
El servicio de prensa presidencial dijo que Bzhania se encontraba en su pueblo natal de Tamishi y rechazó las afirmaciones de que se había trasladado a una base militar rusa después de su discurso. El representante del Consejo de Coordinación, Levan Mikaa, declaró que si el presidente no se pone en contacto por la mañana, el Parlamento considerará la cuestión de su dimisión. En la mañana del 16 de noviembre, el presidente Bzhania celebró una reunión con sus partidarios en Tamishi. Bzhania dijo que estaba dispuesto a dimitir cuando los manifestantes abandonaron el complejo de edificios gubernamentales en Sujumi. Añadió que su vicepresidente Badra Gunba se convertiría en presidente interino, pero afirmó que presentaría su candidatura para las elecciones presidenciales anticipadas.

### 17-18 de noviembre
En la noche del 17 al 18 de noviembre se produjo un tiroteo cerca del edificio de la Compañía Estatal de Televisión y Radiodifusión de Abjasia. Según el servicio de prensa del presidente Bzhania, "un grupo de desconocidos a bordo de 15 coches abrió fuego al aire en las inmediaciones del estudio de la televisión abjasia mientras los empleados se encontraban en el interior, lo que creó una situación tensa". Según otra versión del centro de información del presidente, el tiroteo fue iniciado por personal de seguridad para protegerse de "un grupo de personas que presuntamente representaban a las fuerzas de la oposición" que llegaron allí para establecer el control sobre la transmisión. El centro de información declaró más tarde que la situación se había estabilizado y que el trabajo "seguía con normalidad". Aunque no hubo heridos, el incidente fue la primera vez que se utilizaron armas de fuego durante la crisis actual.
En la noche del 18 de noviembre, bajo la moderación del presidente del Parlamento, comenzaron las negociaciones directas entre representantes del gobierno y la oposición en el edificio del Ministerio de Defensa. El partido de Bzhania está representado en la reunión por el vicepresidente Badra Gunba, el presidente del Comité Estatal de Aduanas, Otar Jetsia, y el miembro de la Cámara Pública David Pilia. La oposición está representada en las negociaciones por Adgur Ardzinba, Kan Kvarchia y Levan Mikaa. Como se informó anteriormente, la oposición acordó que Gunba actuaría como presidente después de la renuncia de Aslan Bzhania, pero quieren discutir una serie de otras cuestiones con él.

### 19 de noviembre
En la noche del 18 al 19 de noviembre, finalizaron las negociaciones entre el gobierno y la oposición, que duraron más de siete horas. Tras las negociaciones, Aslan Bzhania presentó una carta de dimisión al presidente del Parlamento, Lasha Ashuba. El servicio de prensa de Bzhania también publicó una copia escaneada del documento. Sin embargo, Aslan Bzhania mostró su intención de retirar su dimisión si los manifestantes no liberan los edificios gubernamentales ocupados. La carta de dimisión debe ser examinada por el parlamento abjasio el mismo día. Tras la dimisión de Bzhania, el vicepresidente Badra Gunba pasará a ser presidente en funciones. El primer ministro Alexander Ankvab y el jefe del Servicio de Protección del Estado, Dmitri Dbar, también han dimitido. El presidente del Parlamento, Lasha Ashuba, declaró que se celebrarán elecciones presidenciales anticipadas en Abjasia y que se determinará su fecha.

## Reacciones
- Georgia:
  -  La presidenta Salomé Zurabishvili afirmó que Rusia quería acelerar la anexión de Abjasia y la sociedad civil se estaba resistiendo.[30]
  -  El presidente del Parlamento de Georgia, Shalva Papuashvili, atribuyó la inestabilidad a la ocupación extranjera y a las instituciones disfuncionales de la región. Afirmó que "las zonas grises creadas por los regímenes de ocupación son invariablemente fuentes de desestabilización".[31]
- Rusia: Tras el asalto al Parlamento, el Ministerio de Asuntos Exteriores de Rusia anunció que recomendaba a sus ciudadanos que se abstuvieran de viajar a Abjasia, incluso por motivos turísticos, y que extremaran la precaución, no se acercaran a lugares de disturbios y, si era posible, abandonaran el país. La portavoz del Ministerio de Asuntos Exteriores, María Zajárova, declaró que en Abjasia se había creado una situación de crisis y que "la parte rusa, sin interferir en los procesos internos de Abjasia, espera que la situación que se ha creado se resuelva exclusivamente por medios políticos pacíficos. Al mismo tiempo, por supuesto, deben respetarse estrictamente las leyes de Abjasia, incluso en lo que respecta al mantenimiento del orden público".[32]